# Wallis Simpson
Wallis Simpson, duquessa de Windsor (Blue Ridge Summit, Pennsilvània, 19 de juny de 1896 - París, 24 d'abril de 1986), socialité estatunidenca, esposa del rei Eduard VIII del Regne Unit, el qual renuncià a la corona per poder contraure-hi matrimoni.

## Biografia

### Joventut i primers casaments
Nascuda a Blue Ridge Summit, a l'estat estatunidenc de Pennsilvània, el dia 19 de juny de 1896, era filla d'una família de l'elit local que comptava en el seu arbre genealògic amb un governador de l'estat de Maryland.
El 1916 contragué matrimoni a l'edat de vint anys amb un comandant de l'exèrcit estatunidenc anomenat Earl Winfield Spencer Jr. del qual es divorcià el 1927. El matrimoni es trencà al·legant-ne la no consumació.
Dies després del primer divorci, la futura duquessa de Windsor contragué matrimoni amb Ernest Aldrich Simpson, un brillant home de negocis dedicat a la indústria naval, de qui es divorcià el 1937. Amb Simpson, Wallis es traslladà al Regne Unit on començà a freqüentar els entorns de la família reial.
Afirma la llegenda que fou l'any 1920, en un viatge a San Diego, quan el futur rei Eduard VIII del Regne Unit conegué Wallis Simpson. Malgrat que la mateixa duquessa negà aquest extrem, normalment s'ha situat aquesta data com la d'inici d'un llarg idil·li. Els fets demostrats afirmen que ja el 1934, la senyora Simpson era l'amant oficial del príncep de Gal·les. Ara bé, l'any 1931 Wallis fou presentada al príncep de la mà de lady Furness, l'amant del moment d'Eduard.

### Duquesa de Windsor
Des de 1934 i fins a 1936 la relació es mantingué en un relatiu secret arran de l'oposició frontal del rei Jordi V del Regne Unit. La mort del monarca convertí Eduard en rei i aquest augmentà la pressió per tal que el govern acceptés la doblement divorciada senyora Simpson com la futura reina del Regne Unit. El primer acte de pressió es produí l'endemà de la mort de Jordi V, trencant el protocol Eduard VIII observà els actes d'ascensió a la corona des del Palau de Saint-James al costat de la senyora Simpson.
La pressió el situà en contra del govern conservador alhora que el distancià de la seva família, en especial de la seva mare, la reina Maria de Teck, i del seu germà, el Duc de York. Mentrestant, la senyora Simpson transmetia una imatge d'altivesa, superioritat i arrogància que feia que la societat britànica la veiés com una dona ambiciosa i sense escrúpols.
L'escalada de tensió conduí el monarca a abordar obertament el tema amb el primer ministre Stanley Baldwin. Baldwin assegurà al monarca que si contreia matrimoni amb la senyora Simpson, el Govern sol·licitaria al monarca la seva immediata abdicació obrint, així, una gravíssima crisi constitucional sense precedents al Regne Unit des del regnat de Carles I d'Anglaterra durant el segle xvii. A aquesta opinió s'hi afegí el primer ministre d'Austràlia i el de Sud-àfrica.
Al llarg dels deu primers dies del desembre de 1936 esclatà definitivament la situació. Mentre Wallis Simpson llençava des del sud de França proclames on afirmava la seva voluntat d'abandonar el monarca, Eduard preparava la situació per a l'abdicació. Així, el 10 de desembre de 1936 firmà l'acte d'abdicació en presència dels seus tres germans vius: el Duc de York, el Duc de Gloucester i el Duc de Kent. Un dia després, el monarca aparegué a la BBC, on comunicà als seus exsúbdits la seva decisió d'abdicar. El missatge contingué una de les més cèlebres frases de la història del Regne Unit: «És impossible per mi portar el pes de la responsabilitat, la càrrega del deure i desenvolupar les meves obligacions com a monarca sense el suport de la dona que jo estimo».
Amb la solució de la crisi constitucional, el duc de York fou proclamat nou monarca amb el nom de Jordi VI del Regne Unit. Mentrestant, Eduard s'instal·là a Àustria, al castell d'Enzesfeld, propietat dels barons de Rotschild. Eduard mantingué la distància amb Wallis fins que el mes de maig la senyora Simpson aconseguí definitivament el divorci del seu segon espòs. La parella es reuní al Castell de Candé a França el dia 4 de maig de 1937.
El dia 3 de juny de 1937 contragueren matrimoni al Castell de Candé, cedit per a l'ocasió per Charles Bendeux, que treballaria activament per l'Alemanya nacionalsocialista. El matrimoni es produí el dia que el rei Jordi V del Regne Unit hauria celebrat el seu 72è aniversari.
Arran de l'abdicació, Eduard havia estat nomenat duc de Windsor amb el tractament d'altesa reial. Amb el matrimoni, Wallis esdevenia automàticament duquessa de Windsor i altesa reial. Ara bé, la cort britànica, encoratjada per la mare del duc, la reina Maria de Teck, i l'esposa del nou monarca, la reina Elisabet Bowes-Lyon, es negaran a la concessió del títol i a la inclusió de la senyora Simpson al cercle de la família reial. La reina mai acceptaria Wallis Simpson i treballà activament per assegurar-se un reconeixement molt menor que aconseguí amb la no concessió del tractament d'altesa reial, que significava la seva no inclusió com a membre de la família reial. La reina sempre cregué que el desencadenament de la malaltia del seu espòs, que moriria el 1953, s'intensificà per la seva tasca com a rei per a la qual no estava preparat i que rebé arran de l'abdicació del duc de Windsor.
El menyspreu de la Família Reial envers els ducs de Windsor desencadenà un seguit de reaccions per part del duc. Eduard era el propietari legal dels castells de Balmoral i de Sandringham vinculats històricament al monarca. El duc de Windsor exigí una enorme suma monetària per cedir aquestes històriques propietats al seu germà.
La parella residí a França fins al 1940 en l'ambient de pre-guerra. L'any 1937 acudiren a Berlín com a convidats especials d'Adolf Hitler, que afirmà públicament que "(la duquessa de Windsor) hauria estat una bona reina". La visita i la publicitat que se'n feu des del Reich alemany, fou vista per la societat britànica com una provocació dels ducs i la clara visualització que la duquessa era un agent alemany. En diversos informes redactats per l'FBI, després del descobriment dels Arxius de Marburg s'apunta a les més que possibles simpaties de la duquessa cap al moviment nacionalsocialista, i fins i tot recullen la possibilitat, expressada pel Felip de Württemberg, d'una relació amorosa entre la duquessa i el ministre alemany Joachim von Ribbentrop.

### Segona Guerra Mundial
Amb l'esclat de la Segona Guerra Mundial, el duc de Windsor fou assignat a un cos de l'exèrcit britànic estacionat a França. Amb l'avenç de les tropes alemanyes sobre França, la parella es refugià a Biarritz, primer, i després travessà a Espanya i Portugal per acabar a Bahames. El mes d'agost de 1940 el duc de Windsor fou nomenat governador de les Bahames, llavors colònia britànica.
Nombrosos informes de l'FBI, de l'MI6 i diversos testimonis de particulars apunten a la duquessa de Windsor com a informadora dels moviments del duc i de l'exèrcit britànic des de 1939 fins a juliol de 1940.
L'estada a les Bahames de la duquessa fou recordada amb ressentiment. Nassau era anomenada per Wallis amb el nom de Santa Helena, en referència a l'illa on fou exiliat Napoleó Bonaparte l'any 1815. Fou criticada per les seves visites als Estats Units, on es bolcava en la compra de roba, joies i altres complements de luxe, mentre el Regne Unit es trobava en racionament, i també per les seves actituds racistes amb la població de les Bahames, i la seva amistat amb magnats europeus residents al Carib proclius a l'Alemanya nacionalsocialista, tals com Axel Wrenner-Gren.
El 1946, la parella retorna a Europa, instal·lant-se a París. El duc i la duquessa retornaren al Regne Unit el 1952, on el duc assistí al funeral del rei Jordi VI del Regne Unit. A poc a poc, la relació amb la família reial millorà, el 1965, en el marc d'una operació de cirurgia ocular, la reina Elisabet II del Regne Unit i la princesa Marina de Kent visitaren la parella a l'hospital. Així mateix, nombrosos membres de la família reial visitaren els Windsor a París, el príncep de Gal·les o la princesa Michael de Kent, entre d'altres.
Ara bé, la popularitat de la parella no remuntà al Regne Unit, que seguia veient amb recel la relació. L'amistat dels Windsor amb Sir Oswald Mosley i la seva muller, lady Diana Mitford, líders de la Unió Feixista Britànica, caigueren com una llosa a la societat britànica. Fet que augmentà quan lady Diana afirmà obertament que tant ells com els ducs de Windsor compartien una mateixa visió respecte al nacionalsocialisme i el comunisme.
El duc de Windsor morí el 1972 i va ser enterrat al castell de Windsor amb un funeral d'estat presidit per la reina Elisabet II del Regne Unit, el Duc d'Edimburg i la Reina Mare. L'any 1986 moria la duquessa de Windsor i també va ser enterrada a Windsor, al costat del seu tercer espòs, rebent honors de membre de la família reial, allò que sempre se li havia negat.
El testament dels Windsor es dividia en dos grans conceptes. En primer lloc, la cessió absoluta de tots els béns a obres de caritat organitzades per l'Institut Pasteur; en segon lloc, el regal de tota la col·lecció de mobles i ceràmiques d'estil Lluís XVI a l'Estat francès com a mostra d'agraïment per la seva hospitalitat.